# NGC 2605
NGC 2605 est une lointaine galaxie lenticulaire située dans la constellation de la Grande Ourse. NGC 2605 a été découverte par l'astronome irlandais R. J. Mitchell.

## Caractéristiques
Sa vitesse par rapport au fond diffus cosmologique est de 13 376 ± 10 km/s, ce qui correspond à une distance de Hubble de 197 ± 14 Mpc (∼643 millions d'al).
NGC 2605 est une galaxie active à raies d’émissions optiques étroites (NLAGN pour narrow-line active galactic nucleus).
- Note : pour la base de données HyperLeda, NGC 2602 et NGC 2605 sont une seule et même galaxie.